# 203-я отдельная армейская авиационная эскадрилья связи
203-я отдельная армейская авиационная Тильзитская ордена Красной Звезды эскадрилья связи — авиационная воинская часть ВВС РККА в Великой Отечественной войне.

## Боевой путь
203-я отдельная авиационная эскадрилья связи сформирована 18 сентября 1941 года на базе отдельного авиационного отряда связи ВВС Резервного фронта. На вооружении состояли самолеты У-2 и Р-5.
Во время оборонительных боев под Москвой в октябре-ноябре 1941 года эскадрилья в составе 77-й авиационной дивизии выполнила более 100 вылетов на разведку в районе населенных пунктов Киров, Юхнов, Можайск, Малоярославец, Дракино, Высокиничи, Тарутино. При выполнении разведовательных вылетов наиболее отличился заместитель командира эскадрильи ст. лейтенант Ив. Ан. Щербаков.
2 ноября 1941 года при выполнении разведовательного вылета в районе деревни Дракино огнем зенитной артиллерии был ранен стрелок-бомбардир сержант Ив. Е. Кисель. «За мужество и отвагу» штурман награжден орденом Красного Знамени.
15 ноября 1941 года при выполнении разведовательного вылета на самолете Р-5 огнем немецких истребителей был тяжело ранен стрелок-бомбардир лейтенант Я. С. Долбин. «За мужество и отвагу» награжден медалью «За отвагу» .
К концу 1941 года эскадрилья выполнила более 2600 вылетов на связь.
В марте 1942 года при выполнении заданий командования по переброске командного состава, медикаментов и продовольствия в расположение окруженных войск под командованием генерал-лейтенанта М. Г. Ефремова отличились заместитель командира эскадрильи капитан Ив. Ан. Щербаков, командир звена лейтенант Г. Д. Корниенко, командир звена лейтенант И. Н. Нарчук, лётчик лейтенант Н. В. Курсаков.
10 августа 1942 года при выполнении задания по связи штаба армии с передовыми частями был атакован вражескими истребителями самолёт командира звена ст. лейтенанта Курсакова. Не смотря на ранение в руку, лётчик выполнил задание и вручил боевой приказ командованию дивизии. Лётчик «за самоотверженность и энтузиазм в работе» награжден орденом Красной Звезды.
Во время наступления советских войск на орловском и брянском направлениях экипажи эскадрильи обеспечивали связь штаба 1-й воздушной армии с со штабами авиационных дивизий, со штабами 16-й армии и 2-го гвардейского кавалерийского корпуса, осуществляли поиск сбитых истребителей 322-й истребительной авиационной дивизии. При выполнении ответственных заданий командования отличились штурман звена ст. лейтенант В. Ан. Барышев, лётчики лейтенант Н. Ив. Кочмарик, старшина Ив. Я. Мазин, ст. сержант Н. К. Горбунов.
6 января 1944 года при выполнении задания по доставке офицера штаба самолет мл. лейтенанта Г. Дм. Акимова был атакован в районе посёлка Лиозно парой истребителей Me-109. Умело маневрируя, лётчик сумел уклониться от атаки и посадить поврежденный самолёт вдоль опушки леса. За мужество и образцовое выполнение заданий командования мл. лейтенант Г. Дм. Акимов был награжден орденом Красной Звезды.
К апрелю 1944 года эскадрилья выполнила более 23 тыс. вылетов на связь и на выполнение специальных заданий командования.
Во время боев за освобождение Белоруссии эскадрилья выполнила около 6 тыс. вылетов на связь. При выполнении заданий по разведке передовых аэродромов, разведке продвижения передовых частей советских войск, по связи с подвижными группами и доставке приказов отличились заместитель командира эскадрильи ст. лейтенант И. Н. Брожко, командир звена лейтенант Ив. Я. Мазин, штурман звена мл. лейтенант М. П. Побрызгаев, лётчики мл. лейтенант А. С. Силич и старшина Дм. М. Суханов.
Во время проведения Восточно-Прусской операции эскадрилья, в сложных метеорологических условия, обеспечивала связь между армейским штабом и штабами корпусов и дивизий. При выполнении заданий командования отличились лётчики гвардии мл. лейтенант Г. Ив. Воротило, старшина Ив. Г. Сербин, старшина В. Г. Рябухин, старшина Б. В. Рыжкин и ст. сержант В. Ив. Колодяжный.
За отличие в боях за овладение городами Тильзит, Гросс-Скайсгиррен, Ауловенен, Жиллен и Каукемен 203-й отдельной армейской авиационной эскадрильи присвоено почётное наименование «Тильзитская».
Указом Президиума Верховного Совета СССР 203-я отдельная армейская Тильзитская авиационная эскадрилья связи награждена орденом Красной Звезды.
В январе-мае 1945 года, во время проведения Восточно-Прусской, Инстенбургско-Кёнигсбергской, Кёнигсбергской и Земландской операций, эскадрилья выполнила более 5 тыс. вылетов на обеспечение связи штаба 1-й воздушной армии со штабами частей и соединений, с наземными войсками фронта, с подвижными группами и представителями штаба ВВС в наземных войсках. При выполнении заданий командования отличились заместитель командира эскадрильи капитан В. С. Буянов, штурман эскадрильи ст. лейтенант С. Г. Кутявин , штурман звена мл. лейтенант Ив. Г. Сербин.
К маю 1945 года в составе эскадрильи числилось 22 самолета.

## Послевоенная служба
С 1947 по 1993 году эскадрилья базировалась на аэродроме Каролин около Гродно.

## Командование эскадрильи
- Командир эскадрильи:
  -  старший лейтенант, капитан, майор Киселев Михаил Григорьевич (сентябрь 1941 г. – апрель 1944 г.)
  -  капитан, майор  Курсаков Николай Васильевич (с апреля 1944 г.)
- Комиссар эскадрильи:
  -  старший политрук, батальонный комиссар Крамник Николай Ульянович
- Начальник штаба эскадрильи:
  -  лейтенант, старший лейтенант, капитан Пигарев Алексей Иванович (с сентября 1941 г.)
- Заместитель командира эскадрильи:
  -  старший лейтенант Щербаков Иван Андреевич
  -  старший лейтенант, капитан Брожко Иосиф Никифорович
  -  капитан Буянов Василий Сафонович (с 1945 г.)
- Штурман эскадрильи:
  -  капитан Гаврилов Александр Иванович
  -  старший лейтенант Кутявин Серафим Гаврилович (с сентября 1944 г.)
- Старший техник эскадрильи:
  -  старший техник-лейтенант Аверьянов Василий Петрович

## Благодарности Верховного Главнокомандующего
Воинам эскадрильи в составе 1-й воздушной армии объявлены благодарности Верховного Главнокомандующего:
- За отличие в боях при освобождении города Ельня[13].
- За отличие в боях при освобождении городов Духовщина и Ярцево[14].
- За отличие в боях при освобождении городов Смоленск и Рославль[15].
- За прорыв обороны Витебского укрепленного района немцев, южнее города Витебск[16].
- За отличие в боях за овладение Витебском[17].
- За отличие в боях за овладение городами Вилейка, Красное, Столбцы, Городея и Несвиж[18].
- За отличие в боях за овладение столицей Советской Белоруссии городом Минск[19].
- За отличие в боях за овладение городом Вильнюс[20].
- За отличие в боях при форсировании Немана и прорыве обороны немцев[21].
- За отличие в боях при овладении городом и крепостью Каунас (Ковно)[22].
- За отличие в боях при прорыве обороны немцев, прикрывавшую границы Восточной Пруссии и при овладении мощными опорными пунктами обороны противника – Ширвиндт, Наумиестис (Владиславов), Виллюнен, Вирбалис (Вержболово), Кибартай (Кибарты), Эйдткунен, Шталлупенен, Миллюнен, Вальтеркемен, Пиллюпенен, Виштынец, Мелькемен, Роминтен, Гросс Роминтен, Вижайны, Шитткемен, Пшеросьль, Гольдап, Филипув, Сувалки[23].
- За отличие в боях при прорыве глубоко эшелонированной обороны немцев в Восточной Пруссии, и при овладении укрепленными городами Пилькаллен, Рагнит и сильными опорными пунктами обороны немцев Шилленен, Лазденен, Куссен, Науйенингкен, Ленгветен, Краупишкен, Бракупенен[24].
- За отличие в боях при овладении городом Инстербург[25].
- За отличие в боях при овладении городами Хайльсберг и Фридланд[26].
- За отличие в боях при овладении городом Прейс-Эйлау[27].
- За отличие в боях при овладении городами Вормдитт и Мельзак[28].
- За отличие в боях при овладении городом Браунсберг – сильным опорным пунктом обороны немцев на побережье залива Фриш-Гаф[29].
- За отличие в боях при овладении городом Хайлигенбайль – последним опорным пунктом обороны немцев на побережье залива Фриш-Гаф, юго-западнее Кенигсберга[30].
- За отличие в боях при овладении последним опорным пунктом обороны немцев на Земландском полуострове городом и крепостью Пиллау – крупным портом и военно-морской базой немцев на Балтийском море[31].